# Thống Phù Dung
| Hệ/ Kỷ                                                                                   | Thống/ Thế                       | Bậc/ Kỳ                          | Tuổi (Ma) | Tuổi (Ma) |
| ---------------------------------------------------------------------------------------- | -------------------------------- | -------------------------------- | --------- | --------- |
| Ordovic                                                                                  | Dưới/Sớm                         | Tremadoc                         | trẻ hơn   | trẻ hơn   |
| Cambri                                                                                   | Phù Dung                         | Tầng 10                          | 485.4     | ~489.5    |
| Cambri                                                                                   | Phù Dung                         | Giang Sơn                        | ~489.5    | ~494      |
| Cambri                                                                                   | Phù Dung                         | Bài Bích                         | ~494      | ~497      |
| Cambri                                                                                   | Miêu Lĩnh                        | Cổ Trượng                        | ~497      | ~500.5    |
| Cambri                                                                                   | Miêu Lĩnh                        | Drum                             | ~500.5    | ~504.5    |
| Cambri                                                                                   | Miêu Lĩnh                        | Ô Lựu                            | ~504.5    | ~509      |
| Cambri                                                                                   | Thống 2                          | Tầng 4                           | ~509      | ~514      |
| Cambri                                                                                   | Thống 2                          | Tầng 3                           | ~514      | ~521      |
| Cambri                                                                                   | Terreneuve                       | Tầng 2                           | ~521      | ~529      |
| Cambri                                                                                   | Terreneuve                       | Fortune                          | ~529      | 541.0     |
| Ediacara                                                                                 | không xác định tầng động vật nào | không xác định tầng động vật nào | già hơn   | già hơn   |
| Phân chia kỷ Cambri theo ICS năm 2018. Các giai đoạn in nghiêng không có tên chính thức. |                                  |                                  |           |           |

Thống Phù Dung là tên gọi cho thống trên cùng trong địa thời học của kỷ Cambri trên Trái Đất. Thống này kéo dài từ khoảng 501±2 tới 488,3±1,7 triệu năm trước (Ma). Thống Phù Dung nằm ngay trên tầng chưa đặt tên ("Tầng 7") của thống chưa đặt tên ("Thống 3") cũng thuộc kỷ Cambri và nằm ngay dưới tầng Tremadoc của thống/thế Ordovic sớm trong kỷ Ordovic. Nó được chia thành ba tầng: Tầng Bài Bích, tầng Giang Sơn và tầng 10.

## Tên gọi và GSSP
GSSP duy nhất hiện nay đã xác định trong thống Phù Dung (và của tầng Bài Bích) là "phẫu diện Bài Bích" trong thành hệ Hoa Kiều ở tỉnh Hồ Nam, Trung Quốc. Thống này được đặt tên là Phù Dung (Hibiscus spp.) do lấy theo tên gọi thời kỳ cổ đại của tỉnh Hồ Nam. Thống Phù Dung tương ứng với tên gọi cũ là thế Hậu Cambri, thế Thượng Cambri hay Cambri muộn.

## Định nghĩa
Giới hạn dưới của tầng Bài Bích (cũng là giới hạn dưới của thống) là sự xuất hiện lần đầu tiên của bọ ba thùy có danh pháp Glyptagnostus reticulatus. Giới hạn trên của tầng này với tầng chưa đặt tên ("Tầng 9") vẫn chưa được xác định dứt khoát. Ranh giới đó có thể là sự xuất hiện lần đầu tiên của bọ ba thùy có danh pháp Agnostotes orientalis. Giới hạn trên của thống này là sự xuất hiện lần đầu tiên của loài động vật răng nón với danh pháp Iapetognathus fluctivagus.

## Phân chia
Hiện tại, vào năm 2008, thống Phù Dung tạm thời chia thành 3 tầng như sau:
| Thế            | Kỳ          | Niên đại(triệu năm) |
| -------------- | ----------- | ------------------- |
| Ordovic sớm    |             |                     |
| Tầng Flo       | 477.7 ± 1.4 |                     |
| Tầng Tremadoc  | 485.4 ± 1.9 |                     |
| Thống Phù Dung |             |                     |
| Tầng 10        | ~489.5      |                     |
| Tầng Giang Sơn | ~494        |                     |
| Tầng Bài Bích  | ~497        |                     |
| Thống 3        |             |                     |
| Tầng Cổ Trượng | ~500.5      |                     |
| Tầng Drum      | ~504.5      |                     |
| Tầng 5         | ~509        |                     |

Trong đó:
- Tầng chưa đặt tên ("Tầng 10"): Ứng viên cho GSSP của tầng này là phẫu diện trên Đại Đậu Sơn (大豆山), gần thôn Đối Biên (碓边), nhai đạo Song Tháp (双塔), huyện cấp thị Giang Sơn (江山), địa cấp thị Cù Châu, phía tây tỉnh Chiết Giang, Trung Quốc.
- Tầng Giang Sơn: GSSP của tầng này là phẫu diện Đối Biên B ở độ cao 108,12 m trên đáy của thành hệ Hoa Nghiêm Tự (华严寺).
- Tầng Bài Bích